# Teesside Steelers 2022
Questa voce raccoglie le informazioni riguardanti le Teesside Steelers nelle competizioni ufficiali della stagione 2022.

## NWFL Premiership 2022

### Stagione regolare
| Manchester 21 maggio 2022, ore 12:00 | Manchester Titans | 35 – 40 | Teesside Steelers | Belle Vue Sports Village |

| Manchester 21 maggio 2022, ore 14:00 | Teesside Steelers | 8 – 28 | Cheshire Bears | Belle Vue Sports Village |

| Tattenhall 11 giugno 2022, ore 12:00 | Teesside Steelers | 8 – 38 | Leeds Carnegie Chargers | Tattenhall Recreation Club |

| Tattenhall 11 giugno 2022, ore 14:00 | Cheshire Bears | 0 – 20 | Teesside Steelers | Tattenhall Recreation Club |

| Billingham 18 giugno 2022, ore 12:00 | Teesside Steelers | 0 – 12 | Leeds Carnegie Chargers | Billingham Rugby Club |

| Billingham 18 giugno 2022, ore 14:00 | Teesside Steelers | 30 – 22 | Cheshire Bears | Billingham Rugby Club |

| Horsforth 13 agosto 2022, ore 12:00 | Leeds Carnegie Chargers | 48 – 8 | Teesside Steelers | Yarnbury RFC |

| Horsforth 13 agosto 2022, ore 14:00 | Teesside Steelers | 0 – 1 (a tavolino) | Manchester Titans | Yarnbury RFC |

## Statistiche di squadra
| Competizione      | %Vittorie | In casa | In casa | In casa | In casa | In casa | In casa | In trasferta | In trasferta | In trasferta | In trasferta | In trasferta | In trasferta | Totale | Totale | Totale | Totale | Totale | Totale |
| Competizione      | %Vittorie | G       | V       | N       | P       | Pf      | Ps      | G            | V            | N            | P            | Pf           | Ps           | G      | V      | N      | P      | Pf     | Ps     |
| ----------------- | --------- | ------- | ------- | ------- | ------- | ------- | ------- | ------------ | ------------ | ------------ | ------------ | ------------ | ------------ | ------ | ------ | ------ | ------ | ------ | ------ |
| Stagione regolare | .375      | 5       | 1       | 0       | 4       | 46      | 101     | 3            | 2            | 0            | 1            | 68           | 83           | 8      | 3      | 0      | 5      | 114    | 184    |
| Totale            | .375      | 5       | 1       | 0       | 4       | 46      | 101     | 3            | 2            | 0            | 1            | 68           | 83           | 8      | 3      | 0      | 5      | 114    | 184    |